# Donna Fraser
Donna Karen Fraser, angleška atletinja, * 7. november 1972, Croydon, Anglija, Združeno kraljestvo.
Nastopila je na poletnih olimpijskih igrah v letih 1996, 2000 in 2004, dosegla je četrto mesto v teku na 400 m ter četrto in šesto mesto v štafeti 4x400 m. Na svetovnih prvenstvih je v slednji disciplini osvojila dve zaporedni bronasti medalji, na evropskih prvenstvih bronasto medaljo leta 1998, na evropskih dvoranskih prvenstvih srebrno in bronasto medaljo, na igrah Skupnosti narodov pa bronasti medalji v teku na 400 m in štafeti 4x100 m leta 1998.